# 独立記念日 (キプロス)
独立記念日（どくりつきねんび、英: Independence Day）は、毎年10月1日に祝われる、キプロス共和国の祝日。学校で祭りが行われるほか、首都のニコシアでは大規模な軍事パレードが行われる。キプロスは1960年にイギリスから独立した。